# Такео Аришима
Такео Аришима (транслит. ; Токио, 4. март 1878 — Каруизава, Нагано, 9. јун 1923) био је јапански романописац, писац кратких прича и есејиста током касних Меиђи и Таишо периода. Његова два млађа брата, Икума Аришима (јап. 有島生馬) и Тон Сатоми (јап. 里美弴), такође су аутори. Његов син је био међународно познати филмски и сценски глумац, Масајуки Мори. Он је упао у нихилистичко очајање и 1923. године завршио свој живот самоубиством. 

## Детињство и младост
Аришима се родио у Токију у самурајској породици, као најстарији од тројице браће која су се посветила уметности. Њихов отац, Аришима Такеши, као високи државни чиновник, био је присталица традиционалног и западног образовања. Такео је, као најстарији син у породици, добио строго традиционално васпитање, проучавао је Конфуција и кинеску литературу, али је истовремено похађао енглеску мисионарску школу у Јокохами,1884.-1887., где је учио енглески и први пут се срео са хришћанством. После тога, 1889. уписао се у школу у којој је завршио само први степен и ро сопственој жељи, прешао на Пољопривредни колеџ у Сапору где се упознаје са Ућимура Канзом, хришћанским проповедником калвинизма. Под његовим утицајем Аришима Такео је ушао у црквену општину Сапого, али пије примио хришћанство.

## Образовање
У САД одлази 1903. где, на Хаверфорд колеџу, а каснје на Харвардском универзитеру, наставља своје образовање. Много је читао, посебно социјалистичке и прогресивне мислиоце, под чијим утицајем почиње боље да разумева социјалне и друштвене промене у савременој Европи и Америци. Открива противуречност и недоследност хришћанског учења, чиме његово интересовање за хришћанство нагло опада, али се повећава интересовање за социјализам. Касније одлази у Европу и борави у Немачкој, Француској, Италији. У Лондону се упознаје са Кропоткиним чија је дела читао у Вашингтону. Године 1907. враћа се у Јапан и убрзо увиђа да се стварна слобода личности може постићи само у другим социјалним условима. Он је покушавао да се приближи четвртом сталежу.
Своју фарму на Хокаиду поклонио је арендаторима, али је убрзо увидео да се социјалистичка комуна не може створити у капиталистичком друштву. Зато је желео да се укључи у раднички покрет, али је схватио да њима подршка интелектуалаца и научника није потребна, насупрот ономе што је говорио Кропоткин и писао Маркс.

## Каснији живот
Такео се оженио 1910. године, али његова жена је умрла 1916. године од туберкулозе, оставивши му троје деце. Године 1922. Аришима је упознао Акико Хатано, удату жену и уредницу која је радила за познати женски часопис „Фуђин Корон”. Њихова веза брзо се развила у ванбрачну аферу, за коју је сазнао супруг Акико Хатано. То је довело до тога да су Аришима и Хатано починили самоубиство у Каруизави вешањем. Због изоловане локације, њихова тела нису откривена дуже од месец дана, а идентификована су у великој мери по самоубилачкој напомени. Гроб Аришиме налази се на гробљу Тама у Токију.

## Књижевно стваралаштво
Књижевно стваралаштво Аришиме Такеа је обимно и разноврсно. Почео је да пише у средњој школи када се укључио у покрет Ширакабаха, а писао је уметничка дела (романе, новеле, приповетке) и публицистике радове (есеје, чланке). Објавио је преко 20 уметничких и преко 15 публицистичких радова за разним темама. Део уметничких радова је аутобиографског карактера, почев од школовања, породичног живота, до стања тешке депресије последње година живота („Пацијент добротворне болнице”, 1923). Други део његовог опуса писан је на друштвене, религиозне теме, борби за живот.
Од уметничких дела најнознатија су му роман „Ова жена” (1919) и приповетка „Потомак Каина” (1917), а од публицистичких есеј „Манифест”

### Роман „Ова жена”
Роман „Ова жена” настао је из приповетке „Скица портрета једне жене” (1911-1913). То је психолошка и морална слика борбе жене за своје право па срећу. Сацуки Јоко је самостална, снажна личност којој друштво намеће традиционалну улогу покорне жене, коју она неће да прихвати. Напушта мужа, а ћерку оставља мајци. Међутим, ослобађање од свих обавеза не значи њену потпуну самосталност, јер она није у стању да обезбеди себи егзистенцију. Остаје јој само једна могућност за испољавање своје независности. Она налази љубавника и тиме баца изазов грађанском моралу. Друштво је јавно одбацује, љубавник је напушта, а она умире на болничком кревету. У борби за своју независност, Јоко бива поражена. Аришима је преко лика Јоко изразио протест против сиромаштва и лажног морала савременог грађанског друштва. Он је у јапанској књижевности створио нови лик жене која тежи ка слободи деловања. Пораз Јоко у борби за своју независност несумњиво је условљен духовном атмосфером и економским условима друштва у коме је живела.

### Приповетка „Потомак Каина”
У приповеци „Потомак Каина” главни херој је такође јака личност која се не може помирити са неправедношћу друштвених односа. Аутор слика односе спахије и закупаца. Када се један закупац, дошљак на Хокаиду, побунио против неправичних односа, остали сељаци одбијају да га подрже јер се плаше за своју егзистенцију. Он губи битку са земљопоседником и запаливши своју кућу, одлази са Хокаида. Његова усамљеност и ирационална побуна приказују га Каином међу људима који га окружују. Он је усамљени бунтовник и као Каин осуђен на стална лутања. Није у стању да схвати у чему су корени тешких услова у којима живе закупци. Аутор се не усуђује да се јасно определи, он ће се тек касније отворено изјаснити да су корени у друштвеном систему и да се тек његовом променом може побољшати стање.

### Есеј „Манифест”
Почев од 1921. године дела са социјално-политичком тематиком заузимају све важније место у стваралаштву Аришиме Такеа. У јануару 1922. године у часопису Кеизо штампа се његов есеј „Манифест”, који је изазвао велику полемику. У октобру 1221. године излази и први број новог часописа Танемаку хито који је представљао почетак пролетерске књижевности у Јапану. У првом броју штампан је чланак „Раднички покрет и интелигенција” у коме Мурамацу Масатоши, предавач на универзитету Кеио, аутор низа критичких чланака са социјалном тематиком, позива интелигенцију да се активније укључи у раднички покрет. „Манифест” Аришима Такеа је одговор на овај чланак.
Аришима сматра да радници (при томе је подразумевао четврти сталеж) морају самостално да решавају своје проблеме, не преносећи своје решење на интелигенцију. По њему је идеја да интелигенција руководи борбом радника за побољшање услова њиховог живота и рада дубоко погрешна. Он је био убеђен да само радници могу да промене друштво и свој живот и сматрао је да они више не верују никаквим теоријама. Интелигенција мора да схвати ту чињеницу.
О ставовима које је изнео Аришима Такео вођене су бурне дискусије у књижевним и друштвеним круговима. Сву су сматрали да су његови ставови погрешни и да се не може у потпуности одрицати прогресивна улога интелигенције.

## Стваралаштво писаца окупљених око часописа „Бела бреза”
Стваралаштво писаца окупљених око часописа „Бела бреза”, указује на јаке и слабе стране књижевности у периоду Таишо. То је, са једне стране, слободно изражавање својих мисли и осећања, а са друге, прихватање својих естетских погледа на свет као естетске основе сопственог живота. У стваралаштву писаца овог покрета јавили су се основне карактеристике жанра Ја-романа, који је постао нови правац у јапанској књижевности почетка XX века. Покрет су сачињавали писци различитих социјалних оријентација и различитих стваралачких стилова, што је довело до брзог распада при промени друштвених услова у земљи почетком 20-тих година XX века када је часопис „Бела Бреза” који их је спајао, престао да постоји после великог Канто земљотреса.